# Blechnum corralense
Blechnum corralense là một loài thực vật có mạch trong họ Blechnaceae. Loài này được Esp. Bustos mô tả khoa học đầu tiên năm 1932.